# Sélection de la ville hôte pour les Jeux olympiques de 2014
Pour la sélection de la ville hôte pour les Jeux olympiques de 2014, sept villes ont déposé un dossier auprès du Comité international olympique. La commission exécutive du CIO a sélectionné trois villes finalistes : Sotchi en Russie, Salzbourg en Autriche et Pyeongchang en Corée du Sud.
L'organisation des Jeux olympiques d'hiver de 2014 et des  Jeux paralympiques d'hiver de 2014 a finalement été attribuée à Sotchi en Russie, le 4 juillet 2007.

Logo de la candidature de Pyeongchang
Logo de la candidature de Salzbourg
Logo de la candidature de Sotchi (retenue)

## Villes candidates
Les villes candidates pour l'organisation des XXIIes Jeux olympiques d'hiver en 2014 étaient :
- District de Pyeongchang (Corée du Sud)
- Salzbourg (Autriche)
- Sotchi (Russie) (déjà candidate aux Jeux olympiques d'hiver 2002, sans succès)

## Villes requérantes
Approuvées par leurs comités nationaux olympiques respectifs, quatre villes requérantes ont postulé auprès du CIO, mais n'ont pas été retenus comme candidates par le conseil exécutif.
- Almaty (Kazakhstan)
- Borjomi (Géorgie)
- Jaca (Espagne)
- Sofia (Bulgarie)

## Vote
Le vote définitif a eu lieu le 4 juillet 2007 à Guatemala, après le choix des 3 villes finalistes.
| Sotchi      | Russie       | 34 | 51 |
| Pyeongchang | Corée du Sud | 36 | 47 |
| Salzbourg   | Autriche     | 25 | -  |